# Maurice-Georges-Constant Durand
Maurice-Georges-Constant Durand, francoski general, * 1886, † 1963.